# Radio Televizioni Shqiptar
Radio Televizioni Shqiptar (RTSH) traduzido para português como Rádiotelevisão da Albânia (RTA) é uma televisão pública albanesa, fundada em 1938 e operada pela Tirana.

## Televisão

### Canais Nacionais
| Logótipo | Canal       | Descrição | Fundação                    |
| -------- | ----------- | --- | --------------------------- |
|          | RTSH 1      | Generalista, com programação com predominância nas notícias, dramaturgia, documentários, filmes, cultura e entretenimento. | 1 de maio de 1960 (64 anos) |
|          | RTSH 2      | Generalista, com forte programação em direto e programação desportiva.                                                     | 2003 (22 anos)              |
|          | RTSH 3      | Generalista, em alta definição com os melhores programas de TVSH, especializado em cultura.                                |                             |
|          | RTSH Film   | Filmes e séries. |                             |
|          | RTSH Muzikë | Música, espetáculos e cultura.                                                                                             |                             |
|          | RTSH Shqip  | Antigos programas. |                             |
|          | RTSH Fëmijë | Virado para o público infantil e juvenil.                                                                                  |                             |
|          | RTSH Sport  | Desporto e notícias. |                             |
|          | RTSH Plus   | Cultura. |                             |
|          | RTSH 24     | Informação ao vivo. |                             |
|          | RTSH Kuvend | Canal de política, cobrindo toda a atividade política nacional.                                                            |                             |

### Canais Regionais
| Canal                         | Descrição                       |
| ----------------------------- | ------------------------------- |
| Radio Televizioni Gjirokastra | Centro regional de Gjirokastër. |
| Radio Televizioni Korça       | Centro regional de Korçë.       |
| Radio Kukësi                  | Centro regional de Kukës.       |
| Radio Televizioni Shkodra     | Centro regional de Shkodër.     |

## Rádio
| Canal                                       | Descrição | Canais  |
| ------------------------------------------- | --- | ------- |
| Radio Tirana 1                              | Estação com programação geral, emitindo notícias e atualidades. | FM e AM |
| Radio Tirana 2                              | Estação orientada para o público jovem, emitindo principalmente música pop contemporânea.                                                                                | FM      |
| Radio Tirana 3 (Radio Tirana International) | Estação orientada para as comunidades albanesas no mundo, emitindo notícias e programas culturais, em albanês, inglês, francês, italiano, sérvio, grego, turco e alemão. | AM e HF |
| Radio Tirana Klasik                         | Estação orientada para a música clássica. |         |